# Parachanna
Parachanna je rod sladkovodních paprskoploutvých ryb z čeledi hadohlavcovití (Channidae). Pochází z tropické Afriky a zahrnuje 3 vědecky popsané druhy. Pro rod Parachanna se užívá české jméno hadohlavec, to se však užívá i pro asijský rod Channa ze stejné čeledi a je tudíž nejednoznačné.

## Výskyt
Přirozený areál rodu Parachanna zahrnuje sladké vody tropické západní Afriky.